# Gotthold-Ephraim-Lessing-Gymnasium Kamenz
Das Gotthold-Ephraim-Lessing-Gymnasium Kamenz in Kamenz ist ein Gymnasium des Landkreises Bautzen. Benannt ist es nach dem in Kamenz geborenen Dichter Gotthold Ephraim Lessing.

## Geschichte

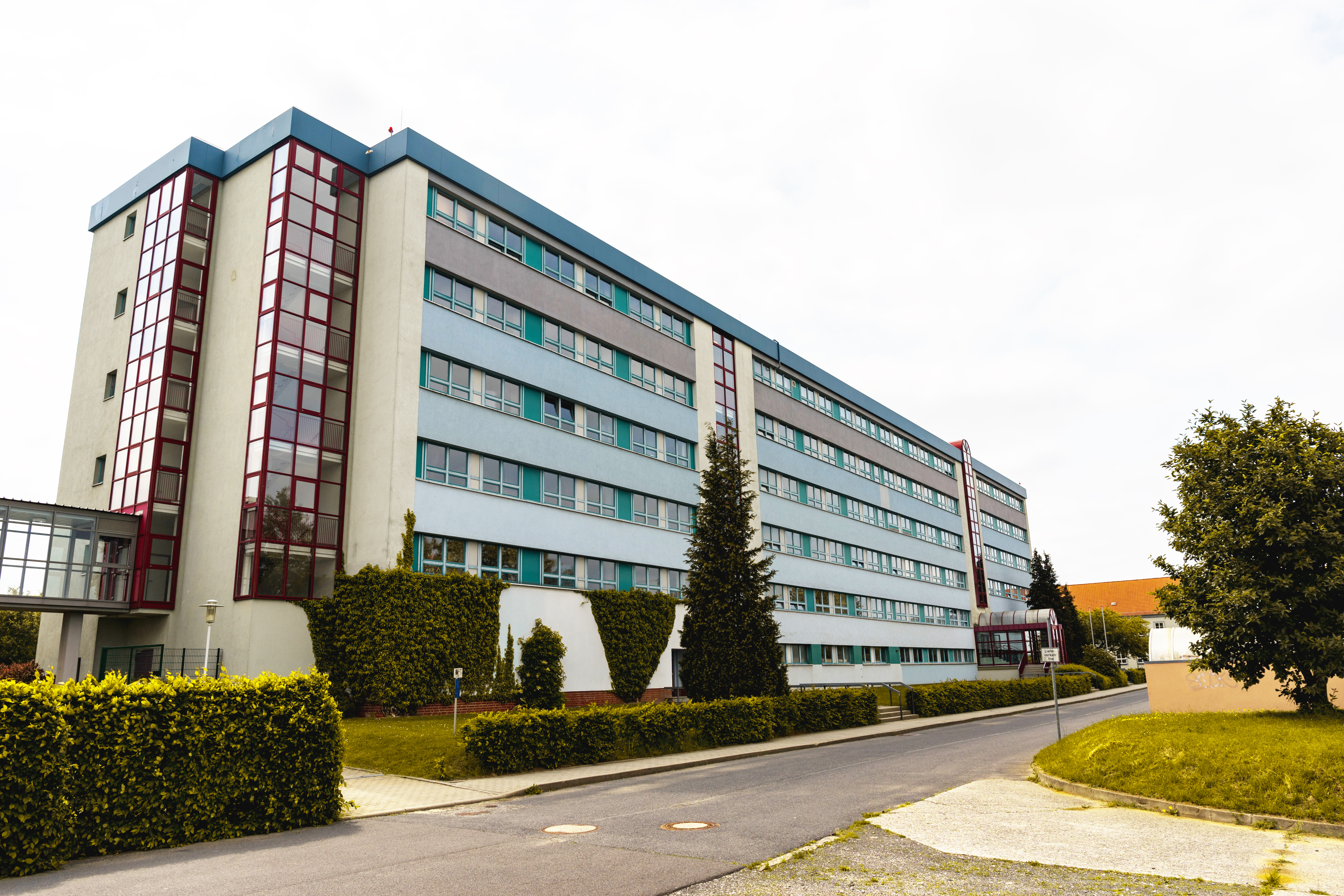
Das ehemalige Schulgebäude, das „Albert-Schweitzer-Haus“ an, der Macherstraße

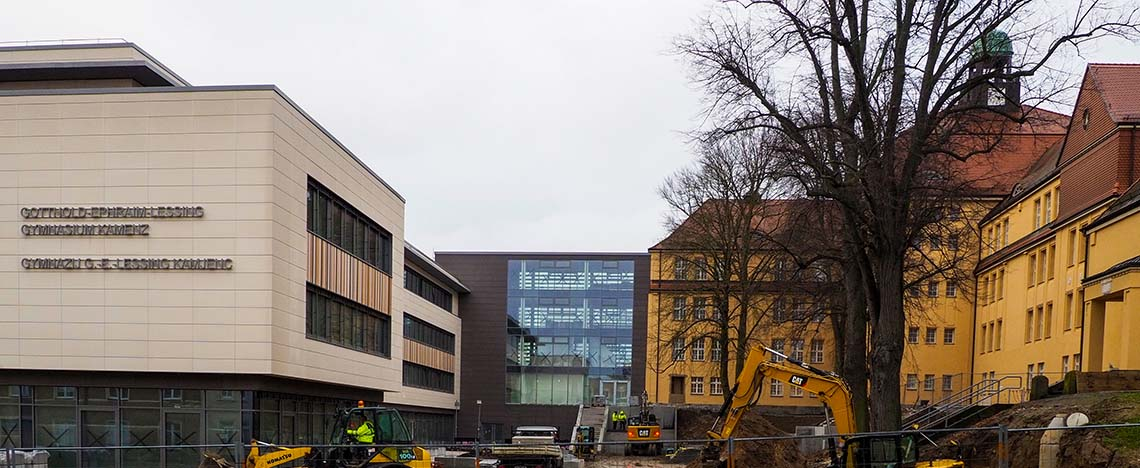
Der Innenhof des Schulcampus während der Bauarbeiten

Seit dem 1. August 2002 besteht das Gotthold-Ephraim-Lessing-Gymnasium Kamenz als Nachfolger aus der Fusion des Albert-Schweitzer-Gymnasiums des Landkreises Kamenz und des städtischen Lessing-Gymnasiums. Im August 2022 ist das Gymnasium von der Macherstraße Kamenz in das Gebäude der Haberkornstraße Ecke Henselstraße Kamenz umgezogen. Schulträger ist der Landkreis Bautzen.

## Ganztagsangebote / AGs
Es besitzt die Fachbereiche Naturwissenschaften, Sprachen, Gesellschaftswissenschaften sowie Künste und Sport. Im Schuljahr 2020/2021 gibt es folgende Ganztagsangebote:
- Volleyball
- Förderunterricht MA
- Gartengestaltung
- Fördern BLF MA 10
- Schülerzeitung
- MediaPro
- Literatur & Theater
- ENG Jgst. 11
- Schach
- genialsozial
- Töpfern
- Schülerförderung
- Kochen
- MOBIDO-Freizeittreff
- Papiermodellbau
- Entspannung
- Textilgestaltung
- Klimabotschafter
- Schwimmen
- Trickfilm
- Kindheitsprojekt
- Mikrocontroller
- Fußball
- Fördern über eine digitale Plattform
- Erasmus

Außerdem existieren folgende Arbeitsgemeinschaften:
- AG Chöre (Kinderchor und Jugendchor)
- AG Mediatoren
- AG Chemie[4]

### Schülerzeitung Schulz
Die Schülerzeitung Schulz (Ganztagsangebot, Eigenschreibweise: SCHULZ) ist eine mehrfach mit dem Sächsischen Jugendjournalismuspreis ausgezeichnete Jugendredaktion, die ein Magazin im A5-Format herausgibt. Außerdem betreut sie eigene Auftritte in Sozialen Netzwerken und eine Website.

## Partner
- Förderverein des Gotthold-Ephraim-Lessing-Gymnasium Kamenz[6]
- Vereinigung Ehemaliger Lessingschüler Kamenz (VEL)[7]

## Schulpartnerschaften
Das Gotthold-Ephraim-Lessing-Gymnasium Kamenz pflegt acht Schulpartnerschaften:
- Grundschule am Forst Kamenz – mit Kooperationsvereinbarung zur Förderung begabter Schüler der Grundschule
- Schule zur Lernförderung Radeberg – Kooperationsvereinbarung
- Videregaende Skole Arendal  in Norwegen
- Istituto d'Istruzione Superiore „A. Fantoni“, Clusone, Italien
- Pähklimäe Gymnasium Narva, Estland
- Morgantown High School, Morgantown (West Virginia), USA
- „Romain Rolland“ Gimnazia, Stana Zagora, Bulgarien
- I.E.S. Puerto del Rosario, Puerto del Rosario, Fuerteventura, Spanien